# Santa Maria di Lota
Santa Maria di Lota (in francese Santa-Maria-di-Lota, in corso Santa Maria di Lota) è un comune francese di 2 008 abitanti situato nel dipartimento dell'Alta Corsica nella regione della Corsica.

## Società

### Evoluzione demografica
Abitanti censiti